# Arnold Wolfendale
Arnold Whittaker Wolfendale FRS (Rugby (Inglaterra), 25 de junho de 1927 - Durham, 21 de dezembro de 2020) foi um astrônomo britânico. Foi Astrônomo Real Britânico, de 1991 a 1995.
Foi eleito Membro da Royal Society em 1977.

## Educação e experiência
Sua família mudou-se para Flixton, Lancashire quando ele tinha 18 meses. Ele frequentou a Stretford Grammar School, perto de Manchester. Wolfendale formou como bacharel de Ciências em Física pela Universidade de Manchester em 1948, seguido por um PhD em 1953  e um Doutor em Ciências em 1970.

## Carreira
Durante sua carreira, ele ocupou cargos acadêmicos nas universidades da Universidade de Manchester (1951–6), Durham University (1956–92), da University of Ceylon e da Universidade de Hong Kong. Ele foi professor de física em Durham 1965-92, incluindo um período como chefe de departamento, e permaneceu como professor emérito até sua morte, em 21 de dezembro de 2020, a qual foi divulgada apenas em 4 de janeiro de 2021.

## Publicações
- Arnold Wolfendale publicações em arxiv.org

Sloan, T.; Wolfendale, A. W. (2008). «Testing the proposed causal link between cosmic rays and cloud cover». Environmental Research Letters. 3 (2). 024001 páginas. Bibcode:2008ERL.....3d4001S. arXiv:0803.2298. doi:10.1088/1748-9326/3/2/024001
Wibig, T.; Wolfendale, A. W. (2005). «At what particle energy do extragalactic cosmic rays start to predominate?». Journal of Physics G: Nuclear and Particle Physics. 31 (3). 255 páginas. arXiv:astro-ph/0410624. doi:10.1088/0954-3899/31/3/005
Erlykin, A. D.; Wolfendale, A. W. (2006). «The anisotropy of galactic cosmic rays as a product of stochastic supernova explosions». Astroparticle Physics. 25 (3): 183–194. Bibcode:2006APh....25..183E. arXiv:astro-ph/0601290. doi:10.1016/j.astropartphys.2006.01.003
Myers, A. D.; Shanks, T.; Outram, P. J.; Frith, W. J.; Wolfendale, A. W. (2004). «Evidence for an extended Sunyaev--Zel'dovich effect in WMAP data». Monthly Notices of the Royal Astronomical Society. 347 (4): L67. Bibcode:2004MNRAS.347L..67M. arXiv:astro-ph/0306180. doi:10.1111/j.1365-2966.2004.07449.x
Myers, A. D.; Shanks, T.; Outram, P. J.; Frith, W. J.; Wolfendale, A. W. (2004). «Evidence for an extended Sunyaev--Zel'dovich effect in WMAP data». Monthly Notices of the Royal Astronomical Society. 347 (4): L67. Bibcode:2004MNRAS.347L..67M. arXiv:astro-ph/0306180. doi:10.1111/j.1365-2966.2004.07449.x
- Arnold Wolfendale publicações em SAO/NASA Astrophysics Data System

Bhat, C. L.; Issa, M. R.; Houston, B. P.; Mayer, C. J.; Wolfendale, A. W. (1985). «Cosmic γ rays and the mass of gas in the Galaxy». Nature. 314 (6011). 511 páginas. Bibcode:1985Natur.314..511B. doi:10.1038/314511a0
- Arnold Wolfendale publicações em Google Scholar

- Arnold Wolfendale publicações em Scopus (assinatura necessária)

- Royal Society

Bhat, C. L.; Mayer, C. J.; Wolfendale, A. W. (1986). «A New Estimate of the Mass of Molecular Gas in the Galaxy and its Implications». Philosophical Transactions of the Royal Society A: Mathematical, Physical and Engineering Sciences. 319 (1547). 249 páginas. Bibcode:1986RSPTA.319..249B. doi:10.1098/rsta.1986.0099